# 1248
Năm 1248 là một năm trong lịch Julius.